# سیلوی ژولی
سیلوی ژولی (فرانسوی: Sylvie Joly‎؛ ۱۸ اکتبر ۱۹۳۴ – ۴ سپتامبر ۲۰۱۵) یک هنرپیشه و کمدین اهل فرانسه بود. وی بین سال‌های ۱۹۷۲ تا ۲۰۰۷ میلادی فعالیت می‌کرد.
از فیلم‌ها یا برنامه‌های تلویزیونی که وی در آنها نقش داشته‌است می‌توان به مسافران ۲، دستمال‌های خود را آماده کنید، بینوایان، پلاک ۵۸۸ خیابان پارادی و معجزه اشاره کرد.